# Stylocidaris affinis
Stylocidaris affinis is een zee-egel uit de familie Cidaridae.
De wetenschappelijke naam van de soort werd in 1845 gepubliceerd door Rodolfo Amando Philippi.